# Senioria Mechelen
Senioria Mechelen (neerlandeză Heerlijkheid Mechelen, franceză Seigneurie de Malines) a fost, în Evul Mediu, un mic teritoriu autonom situat în Țările de Jos, ce conținea orașul omonim și câteva sate din jurul acestuia.

## Istoric
În 910, Maechelen este oferit drept seniorie Principatului Liège, dar continuă să fie administrat de Casa de Berthout, uneori contra voinței principilor-episcopi. În 1303 primește drepturi de oraș și devine astfe un important centru comercial din regiune. Ducatul Brabant încercă de mai multe ori să anexeze Mechelenul, dar în 1333 Principatul Liège îl cedează Comitatului Flandra, fiind condus de aceeași familie domnitoare cu cea a Flandrei, dar în uniune personală. În secolul XV intră sub autoritatea Ducilor de Burgundia iar Mechelen devine o importantă provincie autonomă în cadrul Țărilor de Jos Burgunde. În 1490 primește de la Frederic al III-lea, Împărat al Sfântului Imperiu Roman, statutul de comitat și dreptul de a afișa simbolul imperial pe stema orașului.
În secolul al XV-lea Mechelenul reușește să aibă o influență politică importantă în cadrul Țărilor de Jos, orașul devenind chiar capitala regiunii la începutul secolului XVI. Totuși orașul pierde lupta de supremație politică în fața Bruxellesului, dar drept compensație devine sedie al unei arhiepiscopii.
În 1790 parlamentul din Malines se declară independente de suveranitatea împăratului Iosif al II-lea și se alătură confederației Statelor Unite Belgiene. Revolta este înnăbușită de trupele imperiale austriece, dar câțiva ani mai târziu teritoriul este invadat de trupele revoluționare franceze iar teritoriul Țărilor de Jos este integrat treptat în Republica Franceză. Vechea organizare teritorială feudală a fost înlăturată și regiunea a fost organizată în departamente. Teritoriul fostei Seniorii Mechelen intră astfel în componența departamentului Deux-Nèthes cu reședința la Anvers.